# 말레이시아 독립기념일

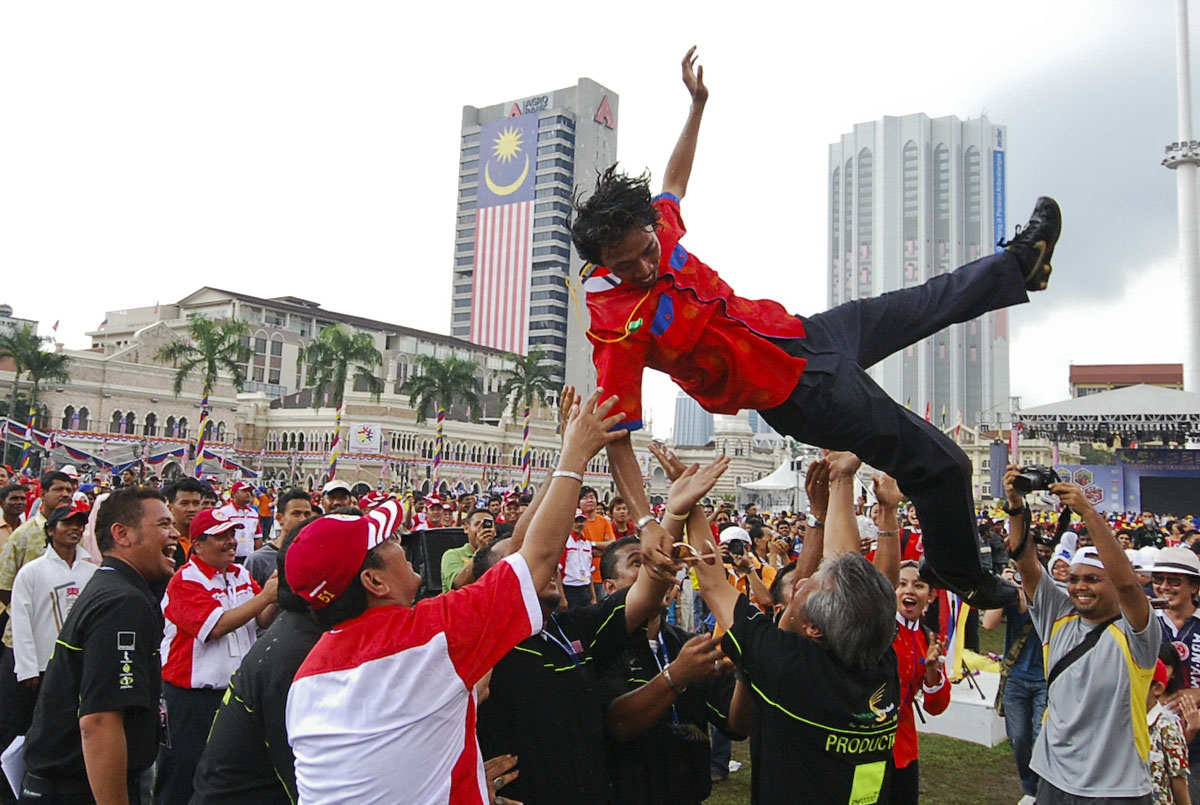

말레이시아 독립기념일(말레이어: Hari Kemerdekaan Malaysia)은 말레이시아의 독립기념일로 8월 31일이다. 정식 명칭은 독립일(Hari Merdeka)이다. 흔히 Hari Merdeka와 Hari Kemerdekaan 둘 다 사용되지만, Hari Kemerdekaan은 단순 '독립일', '독립기념일'을 의미한다.
말레이시아의 독립기념일이지만, 정확히는 말라야의 독립기념일을 말한다. 말라야가 독립한 1957년 8월 31일 이래로 서말레이시아에서는 1958년부터, 동말레이시아에서는 1964년부터 기념되고 있다. 주로 8월 1달간 기념한다. 원래는 이 날을 전국적인 독립기념일로 기렸으나, 동말레이시아에서는 이에 대한 반감으로 받아들여져 2012년부터는 별도의 독립기념일을 기리고 있다(사라왁 - 7월 22일, 사바 - 8월 31일). 1964년 단 한 해동안은 싱가포르에서도 기념되었다.
이 날을 말레이시아의 날(Hari Malaysia)로 보는 사람들도 있지만, 말레이시아의 날은 9월 16일로 이 날과는 엄연히 다르다. 원래 말레이시아는 이 날에 맞춰 1963년 8월 31일에 결성될 예정이었으나, 여러 문제로 9월 16일에 결성되었다. 다만, 말레이시아의 날도 독립기념일로 간주되는 경우가 많으며, 때문에 말레이시아의 독립기념일 역시 2개로 보기도 한다.

## 같이 보기
- 말레이시아의 날
- 사라왁 독립기념일
- 사바 독립기념일